# Edgar D. Zanotto
Edgar Dutra Zanotto (Botucatu, 7 de junho de 1954) é um engenheiro de materiais da Universidade Federal de São Carlos (UFSCar) e professor universitário brasileiro. Atualmente ele assume o cargo de editor-chefe do Journal of Non-Crystalline Solids (JNCS). Em 2012, Zanotto recebeu o prêmio Almirante Álvaro Alberto por sua contribuição à ciência na sua área de pesquisa.